# Olmet-et-Villecun
Olmet-et-Villecun é uma comuna francesa na região administrativa de Occitânia, no departamento de Hérault. Estende-se por uma área de 9,55 km². Em 2010 a comuna tinha 186 habitantes (densidade: 19,5 hab./km²).